# Црква Светог пророка Илије у Доњој Трнави
Црква Светог пророка Илије у Доњој Трнави, насељеном месту на територији Градске општине Црвени крст, припада Епархији нишкој Српске православне цркве.
Црква посвећена Светом пророку Илији подигнута је 1895. године, трудом свештеника Аранђела Д. Поповића. Освештана је 1896. године од стране епископа нишког Инокентија. Храм је претрпео мања оштећења у Првом и Другом светском рату. Веће попоравке су биле 1975. године. Године 2007. је поново реновирана. Антиминс је из 1926. године, освећен од стране епископа нишког Доситеја Васића. Поред цркве налази се звоник из 1992. године. Пре овог звоника на том месту је био брест на коме је било окачено звоно. Звоно је поклонио Слободан Османовић из Врела. Парохијски дом је подигнут 1995. године, трудом свештеника Драгослава Лазића.